# Fargo (filme)
Fargo (também conhecido no Brasil com o sub-título Uma Comédia de Erros), é um filme de comêdia ácida policial americano de 1996, escrito, produzido, editado e dirigido por Joel e Ethan Coen. 

## Resumo
Em 1987 em Fargo, na Dakota do Norte, o gerente (William H. Macy) de uma revendedora de automóveis, ao ver-se numa delicada situação financeira, elabora o sequestro da própria esposa (Kristin Rudrud) e faz um acordo com dois marginais (Steve Buscemi e Peter Stormare), que ganhariam um carro novo e metade dos 80 mil dólares que seriam pagos pelo seu sogro (Harve Presnell), um homem muito rico.
Mas uma série de acontecimentos não previstos cria logo de início um triplo assassinato e uma chefe de polícia grávida (Frances McDormand) tenta elucidar o caso, que continua a provocar mais mortes.

## Elenco
- William H. Macy (Jerry Lundegaard)
- Frances McDormand (Marge Gunderson)
- Steve Buscemi (Carl Showalter)
- Peter Stormare (Gaear Grimsrud)
- Kristin Rudrüd (Jean Lundegaard)
- Harve Presnell (Wade Gustafson)
- Tony Denman (Scotty Lundegaard)
- Larry Brandenburg (Stan Grossman)
- John Carroll Lynch (Norm Gunderson)
- Bruce Bohne (Lou)
- Steve Park (Mike Yanagita)

## Prémios e nomeações
Oscar
- Venceu nas categorias de Melhor Atriz (Frances McDormand)  e Melhor Roteiro Original (Joel e Ethan Coen).
- Indicado nas categorias de Melhor Filme (Joel e Ethan Coen), Melhor Diretor (Joel e Ethan Coen), Melhor Ator Coadjuvante (William H. Macy), Melhor Fotografia e Melhor Edição.

Globo de Ouro
- Indicado nas categorias de Melhor Filme - Comédia ou Musical, Melhor Diretor (Joel e Ethan Coen), Melhor Atriz - Comédia ou Musical (Frances McDormand) e Melhor Roteiro (Joel e Ethan Coen)

Independent Spirit Awards
- Venceu nas categorias de Melhor Filme, Melhor Diretor (Joel e Ethan Coen), Melhor Atriz (Frances McDormand), Melhor Roteiro Original (Joel e Ethan Coen), Melhor Ator (William H. Macy) e Melhor Fotografia.

BAFTA
- Venceu na categoria de Melhor Diretor (Joel e Ethan Coen).
- Indicado nas categorias de Melhor Filme, Melhor Atriz (Frances McDormand), Melhor Roteiro (Joel e Ethan Coen), Melhor Fotografia e Melhor Edição.

Festival de Cannes
- Venceu na categoria de Melhor Diretor (Joel e Ethan Coen).

Prémio Bodil
- Venceu nas categorias de Melhor Filme Americano.

Prêmio César
- Indicado na categoria de Melhor Filme Estrangeiro.